# Scusa caro amico/Giada
Scusa caro amico/Giada è un singolo del cantautore Gianni Davoli pubblicato nel 1981.

## Descrizione
Il disco (pubblicato nel 1981 con la casa discografica Harsch Record) contiene due canzoni entrambi scritte e composte dallo stesso Gianni Davoli insieme a Pupo. La prima traccia intitolata Scusa caro amico è stata inserita nell'album Amore e favole del 1985.

## Tracce
1. Scusa caro amico - 4:15 (G.Davoli, E.Ghinazzi)
2. Giada - 4:47 (E.Ghinazzi, G.Davoli)